# Cyrtodactylus elok
Cyrtodactylus elok là một loài thằn lằn trong họ Gekkonidae. Loài này được Dring mô tả khoa học đầu tiên năm 1979.